# Bulbophyllum undatilabre
Bulbophyllum undatilabre là một loài phong lan thuộc chi Bulbophyllum.